# Старостенко, Виталий Иванович
Старостенко Виталий Иванович (род. 13 апреля 1935, Киев) — советский и украинский геолог и геофизик, теоретик интерпретации потенциальных полей.

## Награды
Награждён Золотой медалью ВДНХ СССР — 1973 (работа в соавторстве «Автоматизированная система оперативной обработки данных гравиметрии и магнитометрии»), орденом «Знак почета» — 1981, лауреат Государственной премии УССР в области науки и техники — 1984, Государственной премии Украины — 1995. Награждён Почетной грамотой Президиума ВР УССР — 1985. 1997 — заслуженный деятель науки и техники Украины, награждён орденом «За заслуги» 3 (2005) и 2 (2015) степеней.

## Биография
Его родители были инженерам-технологами сахарной промышленности, во время войны неудачно эвакуировались, нацистскую оккупацию пережили в Дебальцево. После освобождения семья вернулась в Киев. В 1958 году закончил Киевский университет им. Т. Г. Шевченко по специальности геофизика (геофизические методы поисков и разведки месторождений полезных ископаемых).
В 1958—1961 годы работает инженером Киевской геофизической экспедиции (Турчинка).
В 1961—1964 на аспирантуре в Институте геофизики АН УССР под руководством Иллариона Балабушевича, работает в институте, 1966 — кандидат технических наук, 1968 — старший научный сотрудник. С 1975 — заместитель директора по научной работе. 1977 — доктор физико-математических наук, работа «Вопросы теории и методики интерпретации гравиметрических наблюдений устойчивыми численными методами».
С 1976 года возглавляет отдел глубинных процессов Земли и гравиметрии — после смерти академика Серафима Субботина.
В 1984 году получает ученое звание профессора, в 1985 — член-корреспондент АН УССР, 1990 — академик.
С 1991 года — директор Института геофизики имени С. И. Субботина НАН Украины. С 1992 года в институте возглавляет профессиональный совет по защите докторских диссертаций.
В 2010 году получил награду Государственной геологической службы Украины — медаль Л. И. Лутугина.
Его авторству принадлежит более 500 научных трудов, из них 5 монографий.
Его труды изданы на Украине и в России, также публиковались в научных изданиях Великобритании, Индии, Италии, Китая, Польши, США, Франции, тогдашней Чехословакии, Швеции и Швейцарии.
Одним из первых в СССР начал обрабатывать и интерпретировать геофизические данные на ЭВМ. Подготовил 27 кандидатов и 2 докторов наук.
Главный редактор «Геофизического журнала», в составе редакционных коллегий научных журналов «Геология и полезные ископаемые Мирового океана», «Космическая наука и технология», «Украинский антарктический журнал».
Академик Нью-Йоркской академии наук — 1995. Был соредактором специализированных выпусков журнала Tectonophysics.
Соавтор издания «Гравиразведка. Справочник геофизика», 1981.
С помощью его разработок получены относительно новые данные:
- структуры фундамента Днепровско-Донецкой впадины,
- подошвы железорудных месторождений Большого Кривого Рога,
- глубинного строения северной части Сибирской платформы,
- строения месторождений полезных ископаемых Красноярского края,
- верхней мантии северной части Атлантического и Индийского океанов,
- верхней мантии Чёрного моря,
- верхней мантии Гвинейского залива.

Среди его работ:
- «Определение вертикальных производных потенциала притяжения по результатам наблюдений с горизонтальным градиентометром», 1970
- «Устойчивые численные методы в задачах гравиметрии», 1978
- «Изменения силы тяжести» — вместе с Собакарем Григорием Тимофеевичем, 1982
- «Методика решения прямых задач гравиметрии и магнитометрии на шаровидных планетах», 1986